# Cimaï
Le Cimaï est un site d'escalade situé près du village d'Évenos, à une quinzaine de kilomètres au nord-ouest de Toulon, en France.
La falaise y est calcaire et il existe plus de 200 voies, la plupart verticales et déversantes.
Le site devient notoire dans les années 1980 et 1990.